# Бољетинска река
Бољетинска река десна је притока Дунава, дужине 16km (са својом дужом саставницом Великом реком) обухвата слив површине 76,2km² и налази се у склопу НП Ђердап.
Настаје од Велике реке (13,1km) и Мале реке (11,7km) код насеља Бољетин на 100 м.н.в. и улива се Ђердапско језеро у клисури Госпођин вир, близу Лепенског Вира. 
Дужа саставница извире испод врха Тилва Томе на 505 м.н.в. Целим током Бољетинска река је планинска, са великим падом и слаповима. Изворишни део, од извора до ушћа Грабешнице, усечен је у гнајсу, представљен долином дубоком до 100m, врло стрмих страна, без алувијалне равни. Од ушћа Грабешнице, долина Бољетинске реке се шири и око речног корита развијена је алувијална раван прекривена речним шљунком. 
Код Бољетина се улива Мала река и јавља се веће ерозивно проширење, и коме река има мали пад и јако меандрира. После бољетинског проширења, настаје трећи део долине, усечене у кредним лапорцима, који одређују њен правац и облик. На том потезу долина има облик кањона са вертикалним странама и он је њен најатрактивнији део. 
У сливу се налазе три локалитета заштите I степена: Бољтинка—Гребен, Цигански поток и Шомрда. 
Највеће притоке су Грабешница (6,8km) и Кошобрдска река (6,2km).